# 苏州历史

## 春秋战国
苏州，古代名称有句吴、吴、会稽、吴州、吴郡、平江等。苏州别称有吴都、吴会、吴门、东吴、吴中、吴下、姑苏、长洲、茂苑等。
商末太伯奔吴，建句吴国，设都吴城。
春秋时期（公元前514年），吴王阖闾建都，命楚国叛将伍子胥“相土尝水”、“象天法地”，在今天无锡一带建成阖闾城。历史上关于阖闾城的位置多有争议。吴国重用孙武，训练出一支强悍的军队，向西灭楚国，尽占今湘赣鄂地区，北上伐齐，称霸中原，成为春秋五霸之一。前496年，阖闾葬于虎丘。前473年，吴国被越国所灭，苏州又成为越国都城。前306年，楚国灭越国。

## 从秦汉到隋唐
前222年，秦始皇灭楚后，置会稽郡，领县26（吴、无锡、曲阿、毗陵、娄、阳羡、乌程、由拳、余杭、富春、全唐、海盐、余稽、山阴、诸暨、余姚、上虞、剡、太末、句章、鄮、乌伤），郡治吴县（今苏州市区），辖境相当于今苏南、上海、浙江。
前209年，项羽在此起义，几年后推翻了秦朝。
前202年，会稽郡归属汉朝。次年以东阳、鄣、会稽三郡五十三县置荆国，国治吴。
三国属吴。南朝置吴州。晋代，中原战乱不断，大批士绅举族南迁，带来了先进的文化和技术。

隋开皇九年（589年）置苏州，并开通南北大运河，苏州位于重要的商路上。
唐朝 ，苏州为江南道治所，是中国南方唯一的雄州，辖境相当于今苏南、浙江、福建北部、江西、湖南、贵州东部。江南道分治后，苏州为江南东道治所。苏州的繁华程度在唐朝中期已逐渐开始超越扬州和洛阳，在全国仅次于长安，有「甲郡标天下」之说。825年，大诗人白居易任苏州刺史时修筑连接苏州城和虎丘山的山塘街。
|  | 当今国用，多出江南。江南诸州，苏最为大。 |

|  | 全吴嘉会，雄繁天下。 |

## 宋朝
宋朝(960年-1279年)在苏州置平江府，为浙江西道治所。当时苏州已经是重要的工商业都会，特别以丝绸著称。1035年，范仲淹建立文庙、创办府学，此后，苏州长期文风鼎盛，历代文人雅士辈出。
1130年2月，金兵南下，曾毁坏并屠杀该城，战后不久得到恢复。
1275年，蒙古军队占领苏州。元改平江路。

## 元朝
元末，张士诚自称吴王、改平江路为隆平府，都治苏州。

## 明清
1367年，朱元璋的军队攻破苏州，张士诚投降。明改苏州府，直隶南京。但摧毁了城中心的皇城。明时管理南直隶长江以南部分的应天巡抚驻紮在苏州。
清代，苏州为江苏巡抚和江苏布政使驻地。
明清两代，苏州经历了一段更加繁荣的时期。苏州向中央政府缴纳的粮、税占到全国的十分之一。苏州的地价水平也高居全国之首。虽然在明初朱元璋对作为张士诚基地的苏州采取了惩罚性措施，将其人口大量向外迁徙，造成商业萧条，但是到明代中叶，工商业又恢复繁荣，中心城市集聚大量人口，估计在50万到100多万，不仅城内空地消失，房满为患，城市街区沿几条主要通航河道，从府城向外呈放射状延伸，尤其西部商业区最远处距离城门（阊门）已经超过10华里，与枫桥镇连绵一片，阊门内外的西中市、南濠、山塘、上塘均为著名的繁华街道，“灿若云锦，语其繁华，都门不逮”。明代嘉靖年间，城西阊、胥门外附郭新商业区的街区范围已经与城内相当。到清代，原本荒凉的东郊葑门、娄门外也变为“人居稠密”，“地值寸金”。所谓“苏州以市肆胜”。明代苏州的浒墅关在全国8个主要钞关中税收额名列第2。清代苏州更名列天下四聚（四大商业中心）之一。由于消费人口集中，城外枫桥形成全国最大的粮食交易市场，粮食供应来自长江中游的江西、湖南，一部分通过海路转销浙江、福建。苏州的外港，在明朝是太仓的浏河镇(通过娄江联系苏州)，在清朝则是上海（通过苏州河联系）。

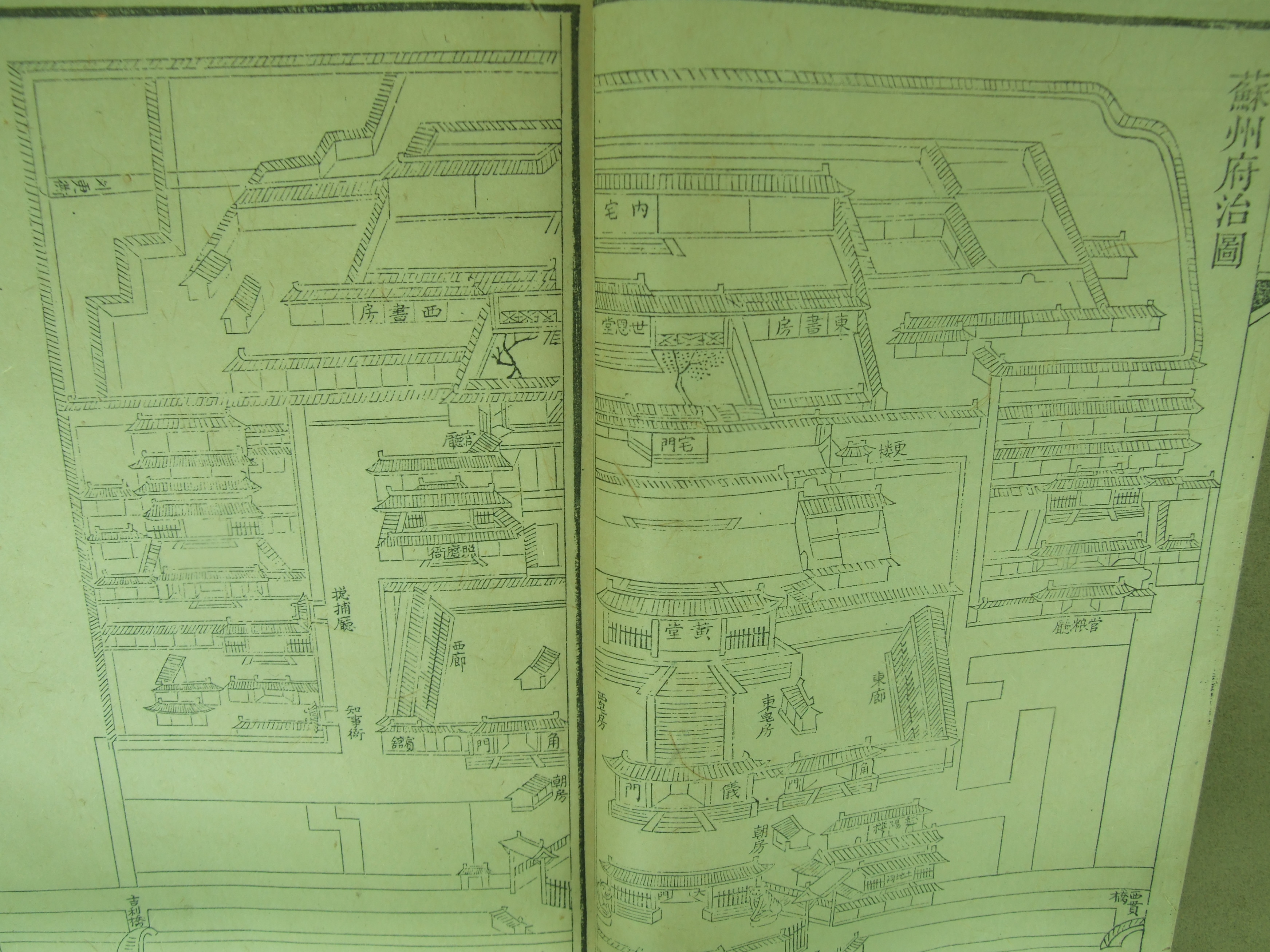
清《苏州府治图》

这一时期，苏州是全国主要的文化中心之一，被列为“士大夫必游五都会”之一。明清两代全国状元共出204名，而苏州即产生了34名。苏州籍的名相重臣蔚为大观。在明(1368年-1644年)、清(1644-1911年)两代，苏州建造了许多著名的私家园林，其中有许多为回苏州的退休官员所建，体现明显的士大夫情趣，与北京的皇家园林或扬州的盐商园林有明显的不同。苏州以其精致典雅的文化风格，备受当时人的赞赏。

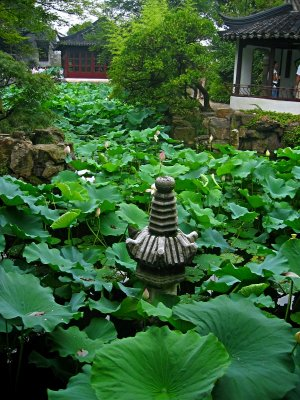
拙政园

1860年，李秀成率领太平天国军队进攻苏州，苏州经历一次浩劫，知府下令放火，将繁华的城西阊门商业区彻底焚毁，大批市民逃往上海租界避难，成为后来上海居民的重要组成部分。苏州是太平天国苏福省的省会，建有李秀成金碧辉煌的忠王府。1863年12月，戈登的常胜军配合淮军从太平军手中夺取苏州。但战后苏州全国经济中心的地位已经让位给上海。在惨烈的战争中，苏州损失惨重，直到今天，苏州市（范围略大一点）的人口数仍然没有恢复到1860年以前范围略小一点的苏州府的人口数。
1895年的马关条约签订以后，苏州被辟为商埠，城南还设立了苏州日租界，但该租界始终未繁荣起来，只是后来在界内开办了瑞丰丝厂。1906年沪宁铁路通车以后，阊门外石路地区一度有所恢复，1937年抗日战争中又受到重创。清末民初，苏州商会总会统辖苏州、松江、常州、镇江四府和太仓直隶州各商务分会，与上海、江宁两地商会共管江苏商务。苏州商会采取一系列措施扶持创办事业，苏州的民族资本主义工业因此得到了进一步发展。苏州状元陆润庠在这期间创办了苏纶纱厂。

## 近现代
- 1912年，废府留吴县。
- 1928年，國民政府设立苏州市，市辖范围在原吴县城区范围内。
- 1930年，撤销苏州市，原苏州市辖区并入吴县。
- 1937年，日军入侵使许多园林被毁。
- 1940年，汪精卫政权将江苏省省会从镇江县迁往吴县。
- 1949年，苏州设市（专区辖市，县级），属苏南行政公署（省级，驻无锡市）下辖苏州专区（地级）管理。1950年代初，修复了拙政园等园林。
- 1953年，苏南行政公署、苏北行政公署和南京直辖市合并，成立江苏省。下设苏州市（省辖）和苏州专区，苏州专区辖1市（常熟），9县（常熟、吴县、吴江、太仓、昆山、无锡、宜兴、江阴、震泽），专署驻苏州市。
- 1956年，将宜兴县划归镇江专区，原辖镇江专区的武进县划入苏州专区。
- 1958年，苏州市划归苏州专区领导，恢复为专区辖市；撤销常熟市，并入常熟县；无锡县划归无锡市领导，武进县划归常州专区。
- 1960年，撤销震泽县，并入吴县。
- 1961年，设立沙洲县（驻杨舍镇）。
- 1962年，苏州市仍改为省辖市。原由无锡市领导的无锡县划入苏州专区。
- 1983年，实行市管县体制，撤销苏州地区，苏州市辖1市（常熟）5县（太仓、昆山、吴县、吴江、沙洲）4区（平江、金阊、沧浪和郊区）。
- 1986年，沙洲县改设张家港市。此后昆山、吴江、太仓和吴县陆续改设县级市。
- 1992年，苏州市开始开发西部新区。
- 1993年，苏州被国务院批准为“较大的市”，拥有部分立法权。
- 1994年，苏州在东郊的娄葑、跨塘、斜塘、唯亭、胜浦5个镇建立苏州工业园区。
- 1997年，苏州古典园林被列为世界遗产。
- 2001年，撤销县级吴县市，改设吴中区和相城区。
- 2012年，撤销沧浪区、平江区、金阊区，设立苏州市姑苏区。撤销县级吴江市，改设吴江区。

### 1949年以后後历代苏州行政长官
（注：括號内為在任期間）
- 蒋宏坤(2009年8月-)
- 王荣(2004年-2009年6月)
- 杨卫泽(2001年1月-2004年11月)
- 陈德铭(1997年12月-2000年12月)
- 章新胜(1989年-1997年)
- 俞兴德(1986年1月 - 1989年10月)
- 段绪申(1984年7月 - 1986年1月)
- 方明(1981年1月 - 1984年7月)
- 贾世珍(1977年3月 - 1981年1月，"革命委员会"期间)
- 刘伯英(1975年11月 - 1977年3月，"革命委员会"期间)
- 曲言斌(1971年2月 - 1975年2月，"革命委员会"期间)
- 向孝书(1968年3月 - 1969年8月，"革命委员会"期间)
- 华林森(1967年2月 - 1968年3月，"革命委员会"期间)
- 朱亚民(1965年8月 - ?)
- 焦康寿(1960年12月 - 1965年8月)
- 李芸华(1952年12月 - 1960年12月，期间名称有变化)
- 王东年(1949年8月 - 1952年12月)
- 惠浴宇(1949年4月 - 1949年8月)